# Ricardo Jorge Gomes Carvalho
Ricardo Jorge Gomes Carvalho (sinh ngày 6 tháng 3 năm 1996) là một cầu thủ bóng đá người Bồ Đào Nha thi đấu cho Vitória de Guimarães B, ở vị trí hậu vệ.

## Sự nghiệp
Sinh ra ở Santo Tirso, Carvalho khởi đầu sự nghiệp tại Vitória de Guimarães năm 2007. Năm 2013, anh gia nhập hệ thống trẻ của Benfica và được đẩy lên Benfica B năm 2015, nhưng không thi đấu trận nào. Năm 2016, anh trở lại Guimarães nơi anh ra mắt chuyên nghiệp ngày 9 tháng 3, cùng với Vitória Guimarães B trong trận đấu tại LigaPro 2015–16 trước UD Oliveirense.